# Zhang Jinghui

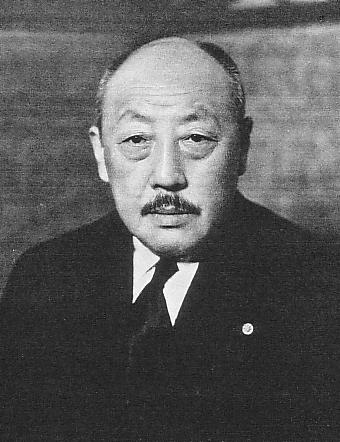
Zhang Jinghui

Zhang Jinghui (chinesisch 張景惠 / 张景惠, Pinyin Zhāng Jǐnghuì, W.-G. Chang Ching-hui; Zì 叙五,  Xùwŭ,  Hsü-wŭ; * 1871 in Anshan, Kaiserreich China; † 1. November 1959 in Fushun, Volksrepublik China) war ein chinesischer General und Politiker im japanischen Marionettenstaat Mandschukuo.

## Leben
Zhang Jinghui wurde in Anshan, südwestlich von Mukden, in der chinesischen Provinz Fengtian geboren. Während des Ersten Japanisch-Chinesischen Krieges schloss Zhang sich einer Kavalleriemiliz der Honghuzi an. Nachdem sie im Russisch-Japanischen Krieg als Söldner auf japanischer Seite gekämpft hatten, schloss Zhang sich den Truppen des Generals Zhang Zuolin an. Nach der Xinhai-Revolution wurde er zum Befehlshaber der 27. Infanteriebrigade der Beiyang-Armee. Als diese nach dem Tod Yuan Shikais auseinanderbrach, lief Zhang zur Zhili-Clique unter Wu Peifu über. Später kehrte er zu Zhang Zuolin zurück und wurde vom Mai 1926 bis zum Juni 1927 Kriegsminister in der von diesem kontrollierten Beiyang-Regierung. Im Anschluss daran war er bis zum Juni 1928 Wirtschaftsminister. Im Anschluss daran wurde er zum Gouverneur von Harbin ernannt und war für den lokalen Abschnitt der Chinesischen Osteisenbahn zuständig. Nach der Ermordung Zhang Zuolins am 4. Juni 1928 im Huanggutun-Zwischenfall kühlten die Beziehungen zwischen Zhang Jinghui und dem Sohn Zuolins, Zhang Xueliang, deutlich ab.
Als sich nach dem Mukden-Zwischenfall und der japanischen Invasion der Mandschurei die Machtbalance sich immer deutlicher zugunsten der Japaner verschob, rief Zhang am 27. September 1931 eine Konferenz zusammen und verkündete die Bildung eines Notfallkomitee des speziellen Distrikts, welches die Loslösung der Mandschurei von China vorbereiten sollte. Nach der Vertreibung des noch zur chinesischen Regierung loyalen Ma Zhanshan aus der Stadt Tsitsihar erklärte Zhang diese und die umgebende Provinz Heilongjiang für Unabhängig und wurde von Japanern, welche die Stadt erobert hatten, am 7. Januar 1932 zum Gouverneur der Provinz ernannt.
Unter dem weiteren Druck der Japaner musste Zhang seine Pläne, Herrscher eines unabhängigen chinesischen Staates in der Mandschurei zu werden, begraben und zustimmen, sich dem von den Japanern projektierten Marionettenstaat Mandschukuo anzuschließen, wofür er den Gouverneursposten von Heilongjiang behalten sollte. Seine Weigerung, vom stark befestigten Harbin in die Provinzhauptstadt Tsitsihar überzuwechseln, führte jedoch zu ersten Spannungen mit der Führung der japanischen Kwantung-Armee. Vermutlich deswegen wurde Zhang vom Posten des Gouverneurs abberufen, als Ma Zhanshan sich den Japanern am 14. Februar 1932 anschloss, um dafür Gouverneur sowie Kriegsminister im neuen Staat zu werden. Als Ma jedoch bereits im April desselben Jahres revoltierte, konnte Zhang seinen Posten als Kriegsminister übernehmen.
Am 21. Mai 1935 wurde Zhang Nachfolger Zheng Xiaoxus als Premierminister von Mandschukuo. Dies geschah auf Wunsch der Führung der Kwantung-Armee und entgegen den Wünschen des Kaisers Kangde.
Als Premierminister ging Zhang sehr passiv vor und überließ den japanischen Beratern der Regierung fast alle Geschäfte, während er sich dem Buddhismus zuwandte. Moderne chinesische Historiker weisen heute darauf hin, dass der Tofu-Premierminister genannte Zhang nur einmal in seiner gesamten Amtszeit den Japanern widersprach, als es um den weiteren Verkauf mandschurischen Landes an japanische Kolonisten ging.
1943 war er der offizielle Vertreter Mandschukuos auf der Großostasiatischen Konferenz in Tokio.
Ebenfalls im Jahr 1943 erschien im amerikanischen Time Magazine ein Artikel, nach dem Zhang seine Familie vergiftet und mehrere japanische Berater und Regierungsmitglieder vergiftet haben sollte, bevor er Selbstmord begangen habe. Dieser stellte sich als falsch heraus.
Zhang blieb Premierminister, bis nach der sowjetischen Invasion der Mandschurei der Staat Mandschukuo aufgelöst wurde. Er selbst wurde mehrere Jahre in Sibirien gefangen gehalten und 1950 an die Volksrepublik China ausgeliefert. Dort wurde er in einem Umerziehungslager interniert, wo er neun Jahre später an einem Herzfehler starb.